# 王钦敏
王钦敏（1948年12月—），男，汉族，福建福清港头镇人，中华人民共和国政治人物，原副国级领导人。曾任中国致公党中央委员会常务副主席、第十二届全国政协副主席。曾在习近平於福建省工作期間下屬工作，被外界廣泛認為是习近平派系閩江新軍成員之一。现任国家电子政务专家委员会主任。

## 生平
福州大学地矿系地质专业毕业，英国伦敦大学帝国理工学院硕士、博士。1990年从帝国理工学院博士毕业后，受聘为“日本地球科学综合研究所”高级研究员。1993年，受聘为日本“卫星影像与测绘株式会社”地球信息系统部主任研究员。
1999年1月，当选为国际欧亚科学院院士。1999年，任福州大学地球信息科学与技术研究所所长。1999年，任福州大学校长助理、科研处处长。2000年，任福州大学副校长兼信息学院院长，致公党福建省委副主委。2002年，任致公党中央副主席、福建省主委，福州大学副校长兼信息学院院长，福建省科协副主席。2003年，任致公党中央副主席、福建省主委，福建省政协副主席，福建省科技厅厅长。2007年，任致公党中央常务副主席（按部长级待遇）、福建省主委，福建省政协副主席，福建省科技厅厅长。2008年5月不再担任福建省科技厅厅长。
2008年，当选第十一届全国政协常务委员、副秘书长（兼职），代表中国致公党，分入第十一组。并担任全国政协经济委员会副主任。
2011年，任第十一届全国政协副秘书长（兼职），致公党中央常务副主席（按部长级待遇）。
2012年，任第十一届全国政协副秘书长（兼职），全国工商联主席，中国民间商会会长。
2013年，任第十二届全国政协常务委员、副主席，全国工商联主席，中国民间商会会长。
2018年2月，王钦敏任國家電子政務專家委員會主任。